# ألان سكوت (منافس ألعاب قوى)
ألان سكوت (بالإنجليزية: Allan Scott) هو منافس ألعاب قوى بريطاني، ولد في 27 ديسمبر 1982.

## وصلات خارجية
- ألان سكوت على موقع الاتحاد الدولي لألعاب القوى (الإنجليزية)
- ألان سكوت على موقع ThePowerOf10.info (الإنجليزية)
- ألان سكوت على موقع اللجنة الأولمبية الدولية (الإنجليزية)
- ألان سكوت على موقع أوليمبيديا (الإنجليزية)
- ألان سكوت على موقع اللجنة الأولمبية البريطانية (الإنجليزية)